# Kompania Saperów KOP „Hoszcza”
Kompania Saperów KOP „Hoszcza” – pododdział saperów Korpusu Ochrony Pogranicza.

## Formowanie i zmiany organizacyjne
W kwietniu 1928 w Hoszczy przy 3 batalionie granicznym został utworzony ośrodek wyszkolenia pionierskiego przy 1 Brygadzie Ochrony Pogranicza. 26 kwietnia 1928 na stanowisko komendanta ośrodka został wyznaczony porucznik Mieczysław III Piotrowski z 2 pułku saperów. Z dniem 1 marca 1931 ośrodek został zlikwidowany, a na jego bazie i drużyn pionierskich batalionów utworzona została kompania pionierów „Wołyń”. Nowo utworzona kompania została tymczasowo rozmieszczona w wynajętych pomieszczeniach w Szymonowie. Dowódcą kompanii został dotychczasowy komendant ośrodka wyszkolenia pionierskiego. Pod względem służbowym kompania podległa dowódcy brygady, a pod względem wyszkolenia specjalistycznego dowódcy korpusu. Jednostką formującą był 3 batalion KOP „Hoszcza”. Dla potrzeb formującej się kompanii 63 szeregowców oddelegował 1. i 2 pułk strzelców podhalańskich.
Na podstawie rozkazu L.dz. 1293/Org. Tj. Organizacja kompanii saperów KOP z 18 maja 1934 pododdział został przeformowany według organizacji kompanii saperów typu III.
Rozkazem dowódcy KOP z 23 lutego 1937 została zapoczątkowana pierwsza faza reorganizacji Korpusu Ochrony Pogranicza „R.3”. Jej wynikiem było między innymi ustalenie nazwy kompanii na „kompania saperów KOP «Grodno»”. Po rozformowaniu Brygady KOP „Wołyń”, kompania weszła w skład pułku KOP „Zdołbunów”. Jednostką administracyjną dla kompanii był batalion KOP „Hoszcza”.

## Działania kompanii w 1939
W trzeciej dekadzie marca 1939, w Hoszczy, kompania została zmobilizowana. Mobilizację przeprowadził Batalion KOP „Hoszcza” w dwóch rzutach. Pierwszy rzut stanowili żołnierze służby czynnej, natomiast rzut drugi żołnierze rezerwy powołani w dniach 23-27 marca. Oba rzuty zostały przetransportowane w rejon operacyjny Armii „Pomorze”, do Tucholi (drugi rzut w nocy z 27 na 28 marca). W Tucholi kompania została podporządkowana dowódcy Pomorskiej Brygady Kawalerii.
Od kwietnia do września kompania wykonywała prace przygotowawcze do planowanych zniszczeń. Miała przygotować wysadzenie mostów w rejonie Chojnic i budować pas przesłaniania „Rytel”. Między innymi podporucznik Wacław Perny opracował techniczny plan zniszczeń w pasie rzeki Brdy, od Koronowa do Kościerzyny, i wzdłuż osi wycofania na rzekach: Wierzyca, (...) i Czarna Woda. Wymieniony oficer w połowie sierpnia został odkomenderowany do Kościerskiego Batalionu ON w charakterze kierownika technicznego robót przy budowie umocnień polowych w rejonie jeziora Garczyn i Kościerzyny. Jednocześnie powierzono mu czasowe pełnienie obowiązków dowódcy plutonu pionierów tego oddziału. 1 września przed godz. 5.00 pod jego nadzorem zostały przeprowadzone „zniszczenia wyprzedzające”. Następnego dnia dołączył do Sztabu Grupy Osłonowej „Czersk”. Swój udział w kampanii wrześniowej zakończył 21 września we Włodzimierzu Wołyńskim. Przeżył sowiecką niewolę i służył w Polskich Siłach Zbrojnych w ZSRR.
25 sierpnia kompania weszła w skład Grupy Osłonowej „Czersk”, a jej II pluton został podporządkowany dowódcy Zgrupowania „Chojnice”, pułkownikowi Kazimierzowi Majewskiemu.
1 września 1939 kompania stacjonowała w fabryce w Czersku oddalonej około 100 metrów od sztabu Grupy Osłonowej „Czersk”. I pluton „pakietował na ostro obiekty” na szosie Czersk-Chojnice. II pluton po wysadzeniu mostu kolejowego w Chojnicach o godz. 10.00 przybył do Czerska. III pluton na stacji kolejowej Czersk od godz. 10.00 przygotował dwa pociągi. Pierwszy do ewentualnej naprawy toru i mostu pod Chojnicami, a drugi do zrywania toru na odcinku Czersk-Laskowice.
1 września 1939 o godz. 16.00 patrol minerski pod dowództwem podporucznika Edwarda Wilińskiego wyjechał z Czerska w celu wykonania zniszczeń na odcinku Starogard-Gniew. W skład patrolu, poza dowódcą, wchodziło 21 saperów oraz kierowca cywilny z samochodem o ładowności 3 ton. W nocy z 1 na 2 września patrol podporucznika Wilińskiego dotarł do lasu Nadleśnictwa Pelplin, 3 km na zachód od Gniewu. Przed świtem 2 września podporucznik Wiliński na czele 11 saperów-ochotników założył ładunki wybuchowe na przyczółku i na środku mostu kolejowego, a następnie zdetonował je. Następnie patrol ppor. Wilińskiego udał się pod Starogard, gdzie przygotował do zniszczenia jeden z mostów drogowych, wykuwając w nim 6 komór minowych i pakietując je ładunkami wybuchowymi. O przygotowaniu mostu do zniszczenia ppor. Wiliński powiadomił dowódcę 2 Pułk Szwoleżerów Rokitniańskich w Starogardzie.
3 września wojska niemieckie okrążyły w Borach Tucholskich 9. i 27. DP oraz GO „Czersk”. W trakcie walk o wydostanie się z okrążenia kompania wobec poniesionych strat prawdopodobnie przestała istnieć.

## Struktura organizacyjna kompanii
Organizacja kompanii saperów typu III:
- dowódca kompanii,
- drużyna gospodarcza,
- I pluton saperów a. trzy drużyny,
- II pluton saperów a. trzy drużyny.

Stan osobowy kompanii wynosił 92 żołnierzy, w tym 3 oficerów, 9 podoficerów i 80 saperów.
Organizacja wojenna i obsada personalna  kompanii w 1939:
- dowódca kompanii - kpt. sap. Tadeusz Henryk Janiczek[22]
- zastępca dowódcy kompanii - por. sap. Stefan Wincenty Librowski[23]
- oficer gospodarczy - ppor. rez. sap. Ryszard Hammer
- dowódca I plutonu - ppor. rez. sap. Kazimierz Szychowski
- dowódca II plutonu - ppor. rez. sap. Józef Dembek
- dowódca III plutonu - ppor. rez. Edward Wiliński
- dowódca plutonu taborowego - ppor. rez. Wacław Perny[24]

Kompania liczyła 7 oficerów i około 115 szeregowców. Wśród saperów było 13 żołnierzy narodowości niemieckiej. W czerwcu 1939 kompania otrzymała jeden łazik (Polski Fiat 508 Łazik), jeden motocykl i trzy samochody 3 tonowe z przyczepką (po jednym na pluton). 25 sierpnia 1939 kompania otrzymała z poboru kolejne trzy samochody 3 tonowe z cywilnymi kierowcami. Tabor posiadał zaprzęg konny. Oficerowie rezerwy początkowo byli uzbrojeni w 7,65 mm pistolety Frommer, które w ogóle nie nadawały się do użytku („iglice nie zbijały spłonek”). W czerwcu wymieniono je na pistolety Parabellum.
Ponadto na uzbrojeniu kompanii znajdowały się cztery lekkie karabiny maszynowe Maxim wz. 08/15, które „w czasie strzelań szkolnych bardzo często zacinały się”.

## Kadra kompanii
- por. sap. Mieczysław III Piotrowski (26 IV 1928 – 23 III 1932 → 8 bsap)
- kpt Tadeusz Henryk Janiczek (1937 – IX 1939[27][28])[b]
- por. sap. Felicjan Majorkiewicz – zastępca dowódcy kompanii (do 3 XI 1934 → słuchacz W.S.Woj.)
- por. Eugeniusz Piotrowski (†1940 Charków[29])